# G7-Gipfel in London 1984

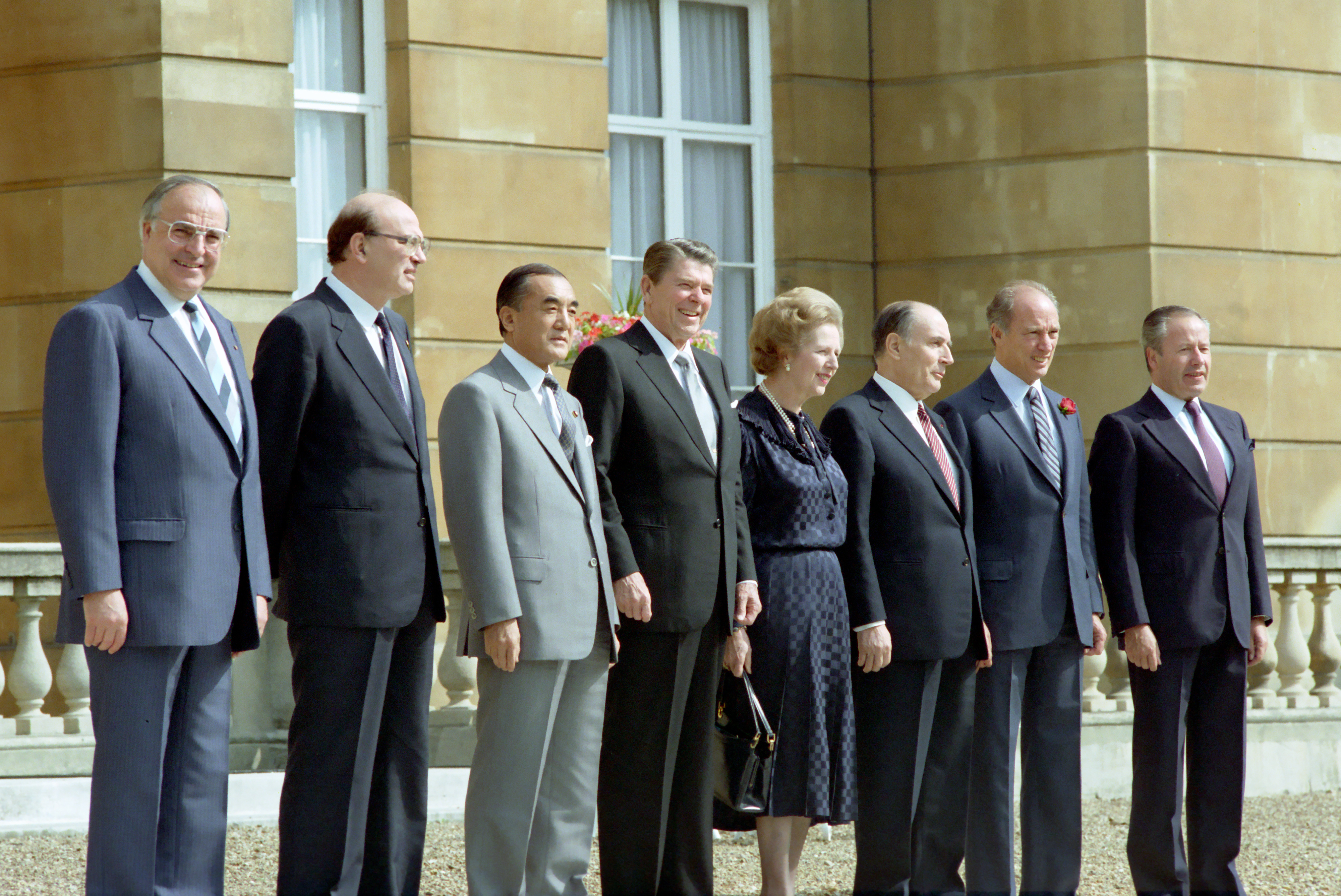
G-7 Gipfel in Lancaster House in London

Der G7-Gipfel in London 1984  war das 10. Gipfeltreffen der Regierungschefs der Gruppe der Sieben. Das Treffen fand unter dem Vorsitz der britischen Premierministerin Margaret Thatcher vom 7. bis 9. Juni 1984 statt.

## Teilnehmer
| Bundesrepublik Deutschland     | Helmut Kohl           |
| Frankreich                     | François Mitterrand   |
| Italien                        | Bettino Craxi         |
| Japan                          | Yasuhiro Nakasone     |
| Kanada                         | Pierre Elliot Trudeau |
| Vereinigte Staaten von Amerika | Ronald Reagan         |
| Vereinigtes Königreich         | Margaret Thatcher     |
| Europäische Union              | Gaston Thorn          |